# Mirjam Clermonts-Aretz
M.A.H. (Mirjam) Clermonts-Aretz (Brunssum, 5 november 1955) is een Nederlandse bestuurder en VVD-politica. Sinds 1 maart 2015 is zij burgemeester van Meerssen. 

## Biografie
Voor Clermonts-Aretz de politiek in ging was ze secretaresse op de afdeling oncologie van het Atriumziekenhuis in Heerlen. In 1990 werd ze lid van de VVD. Na van 1998 tot 2002 gemeenteraadslid, vanaf 1999 als VVD-fractievoorzitter, te zijn geweest in Landgraaf werd ze daar in 2002 wethouder.
Op advies van Mark Rutte overwoog Clermonts-Aretz het burgemeesterschap, wat er in in resulteerde dat ze per 1 mei 2006 burgemeester van Onderbanken werd. Een half jaar eerder was burgemeester Hub Meijers daar opgestapt één dag voor kapbeslissing in verband met de aanvliegroute van AWACS-vliegtuigen die voor grote spanningen in die gemeente zorgde.
Per 1 maart 2015 werd Clermonts-Aretz benoemd tot nieuwe burgemeester van Meerssen.